# Lim Chai-min
Lim Chai-min (임채민?, 林採民?; 18 novembre 1990) è un calciatore sudcoreano, difensore dello Jeju SK.